# Archaeodontosaurus
Archaeodontosaurus ist eine Gattung von Dinosauriern und ein sehr ursprünglicher Vertreter der Sauropoden. Bisher ist lediglich ein Kieferknochen (Dentale) mit einigen Zähnen bekannt, der aus dem Mitteljura (Bathonium) von Madagaskar stammt. Die Zähne waren sehr urtümlich und ähnelten denen der Vorläufer der Sauropoden (den „Prosauropoden“), während der Kieferknochen dem fortschrittlichen, für Sauropoden typischen Bauplan folgte. Diese Kombination ist für frühe Sauropoden sehr ungewöhnlich – meistens findet sich die umgekehrte Kombination mit einem Prosauropoden-artigen Kiefer und Sauropoden-artigen Zähnen. Eine solche Umkehrung von fortgeschrittenen und ursprünglichen Merkmalen wird in der Evolutionsbiologie als Mosaikevolution bezeichnet. Diese Gattung ist für das Verständnis der frühen Evolution der Sauropoden von Bedeutung und lässt Mosaikevolution in verschiedenen frühen Entwicklungslinien dieser Gruppe vermuten. Archaeodontosaurus wurde 2005 von dem französischen Paläontologen Éric Buffetaut wissenschaftlich beschrieben, die einzige Art ist Archaeodontosaurus descouensi.

## Merkmale
Der einzige Fund besteht aus einem rechten Dentale (der zahntragende Knochen des Unterkiefers), dem jedoch das Vorder- sowie das Hinterende fehlt. Der erhaltene Teil des Knochens misst 18,7 cm Länge und hat eine maximale Tiefe von 6,4 cm. Es sind 16 Zahnfächer erhalten, möglicherweise gab es jedoch einige weitere auf den nicht erhaltenen Enden des Knochens. Zähne oder Zahnfragmente sind in 8 dieser Zahnfächer erhalten geblieben, alle erhaltenen Zähne waren noch nicht durchgebrochen. Da der obere, nach innen zeigende Rand des Dentale nur schlecht erhalten ist, liegen die Zähne auf der Innenseite teilweise frei.
Das Dentale folgt der für Sauropoden typischen Anatomie: So nimmt die Tiefe dieses Knochens nach vorne hin deutlich zu, was auf eine tiefe Symphyse (die Verbindungsnaht beider Unterkiefer-Hälften) deutet. Außerdem war insbesondere der vordere Abschnitt dieses Knochens nach innen gebogen, was darauf schließen lässt, dass die Kiefer das für Sauropoden typische U-förmige Gebiss bildeten. Bei den Prosauropoden waren die Kiefer hingegen gerade und liefen von oben betrachtet V-förmig aufeinander zu.
Die Zahnkronen ähnelten hingegen denen der Prosauropoden mehr als denen anderer Sauropoden. Sie waren von der Seite betrachtet blattförmig und liefen nach oben spitz zu, während die anderer Sauropoden meist spatelförmig waren. Zudem waren die Zahnkronen auf der zur Zunge gewandten Seite nach außen gewölbt (konvex) – die anderer Sauropoden dagegen waren nach innen gewölbt (konkav) und damit löffelförmig. Des Weiteren waren die Zahnkronen bei Archaeodontosaurus mit mindestens 11 großen Zähnchen gesägt, ein weiteres ursprüngliches Merkmal. Allerdings war der Zahnschmelz wie bei anderen Sauropoden gefaltet – bei Prosauropoden war er glatt.

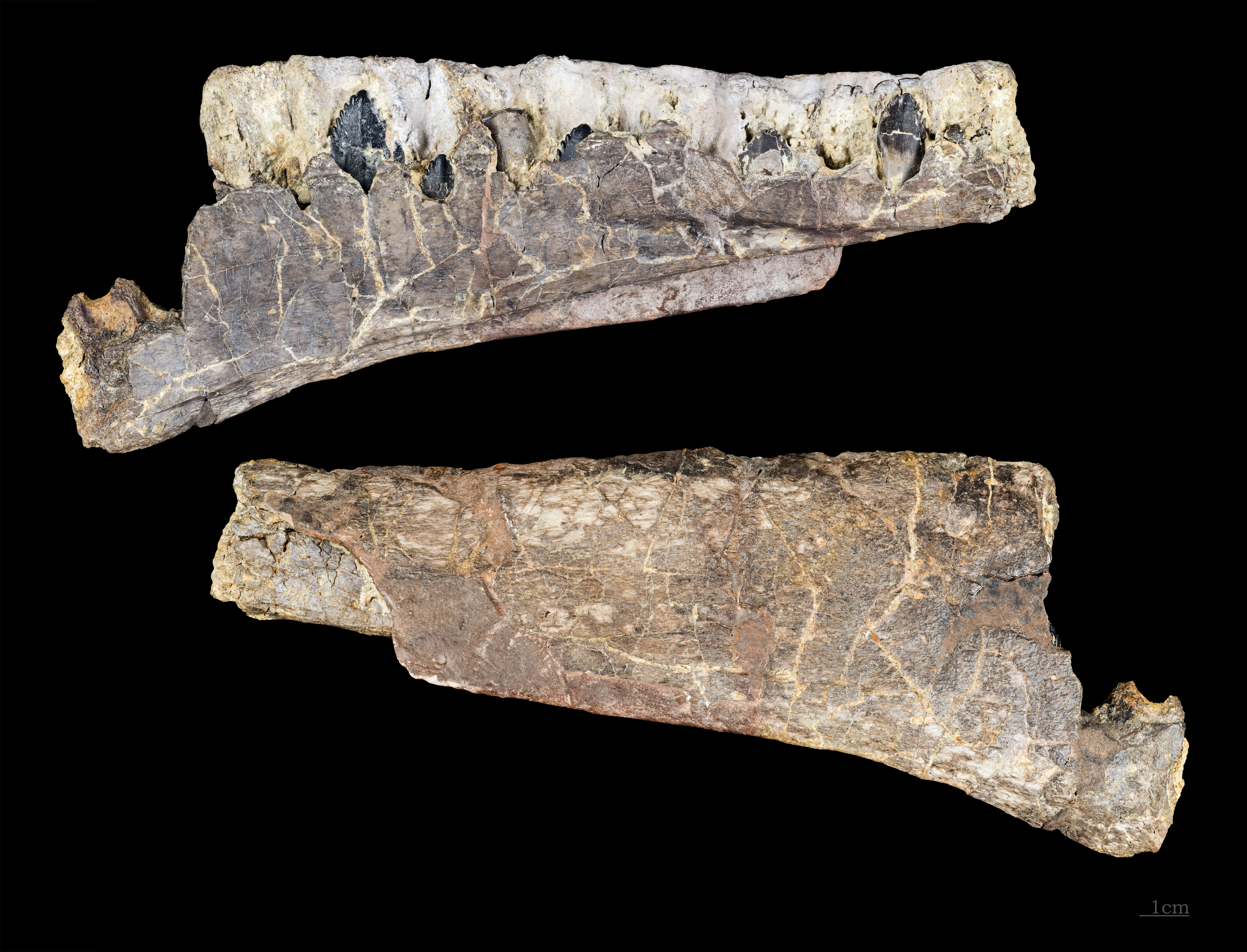
Archaeodontosaurus descouensi

## Vergleiche und Systematik
Vergleiche mit anderen sehr frühen Sauropoden sind nur sehr eingeschränkt möglich, da Schädelknochen nur selten überliefert sind. Kieferknochen sind von den frühen Sauropoden Kunmingosaurus, Shunosaurus, Chinshakiangosaurus, Tazoudasaurus und Protognathosaurus bekannt. Kunmingosaurus zeigt einen tiefen Unterkiefer und spatelförmige Zähne und entspricht damit späteren Sauropoden. Shunosaurus zeigt seitlich abgeflachte Zähne, die nicht löffelförmig waren wie bei späteren Sauropoden; der Unterkiefer war nicht besonders tief. Chinshakiangosaurus glich Archaeodontosaurus in der Morphologie der Kiefer. Die Zähne hatten ebenfalls ein prosauropodenartiges Erscheinungsbild, waren auf der zur Zunge gewandten Seite jedoch bereits ansatzweise konkav. Tazoudasaurus hingegen zeigt spatelförmige Zähne, aber schlanke Kiefer, die denen der Prosauropoden gleichen. Die einzige Form, die eine ähnliche Merkmalskombination wie Archaeodontosaurus aufweist, ist der chinesische Protognathosaurus: Bei dieser Form waren die Zähne allerdings mehr spatelförmig als bei Archaeodontosaurus und zeigten 8 bis 10 Zähnchen.
Da Archaeodontosaurus nur spärlich überliefert ist, und da vergleichbare Fossilien bei anderen frühen Sauropoden selten sind, kann die systematische Position dieser Gattung innerhalb der Sauropoden derzeit nicht bestimmt werden.

## Fund und Namensgebung
Das Fossil stammt aus der Umgebung von Ambondromamy, einem Dorf im Tal des Kamoro südwestlich von Mahajanga. Es stammt aus den Sand- und Tonsteinen der Isalo-IIIb-Formation, die auf das Bathonium datiert werden kann. Der Name Archaeodontosaurus (gr. archaios – „alt“, odous – „Zahn“, sauros – „Echse“) weist auf die ursprüngliche, prosauropodenartige Morphologie der Zähne. Der Artname descouensi ehrt Didier Descouens aus Toulouse, welcher den Fund an das Musée d’Histoire naturelle, das Naturhistorische Museum in Toulouse übergab und damit für die Wissenschaft zugänglich machte.